# Foo Fighters (album)
Foo Fighters è il primo album in studio del gruppo musicale statunitense omonimo, pubblicato il 4 luglio 1995 dalla Roswell e dalla Capitol Records.

## Descrizione
Grohl aveva registrato la sua musica per molti anni, pubblicando cassette come Pocketwatch (usando il nome "Late!") durante il suo periodo con i Nirvana. L'album fu registrato nell'ottobre 1994 nello studio Robert Lang a Seattle con l'amico/produttore Barrett Jones. Questo era lo stesso studio in cui i Nirvana registrarono la sessione che produsse You Know You're Right 9 mesi prima.
Registrato in poco più di una settimana, le tracce variano da un genere musicale all'altro, mischiandole insieme e rivelando lo stile del cantante e compositore Grohl. L'album è semplice, con canzoni fatte per divertire e per piacere, senza scopi di denuncia sociale. Visto dalla critica nazionale come un ripristino dei Nirvana, non fu certo così, e probabilmente questa fu la causa che escluse Krist Novoselic dal gruppo. Quasi tutte le parti strumentali dell'album sono eseguite da Dave Grohl (l'unica eccezione è una chitarra in X-Static suonata da Greg Dulli, membro degli Afghan Whigs, con cui Grohl aveva suonato prendendo parte a un supergruppo nella colonna sonora del film Backbeat - Tutti hanno bisogno di amore nel 1994).
Concluse le registrazioni per l'album, Grohl si impegnò a cercare alcuni membri atti a formare il gruppo: la scelta ripiegò sull'ex turnista dei Nirvana Pat Smear alla chitarra e su due ex-componenti del gruppo emo Sunny Day Real Estate, Nate Mendel al basso e William Goldsmith alla batteria. Sebbene essi non abbiano contribuito alle sessioni di registrazione di Foo Fighters, gli stessi appaiono nel libretto dell'album.

## Tracce
Testi e musiche di Dave Grohl.
1. This Is a Call – 3:53
2. I'll Stick Around – 3:52
3. Big Me – 2:12
4. Alone + Easy Target – 4:05
5. Good Grief – 4:01
6. Floaty – 4:30
7. Weenie Beenie – 2:45
8. Oh, George – 3:00
9. For All the Cows – 3:30
10. X-Static – 4:13
11. Wattershed – 2:15
12. Exhausted – 5:45

Tracce bonus nell'edizione giapponese
1. Winnebago – 4:13
2. Podunk – 3:03

CD bonus nella Special Oz Tour Edition
1. Winnebago – 4:11
2. How I Miss You – 4:56
3. Podunk – 3:03
4. Ozone – 4:16
5. For All the Cows (Live) – 3:36
6. Wattershed (Live) – 2:14

## Formazione
- Dave Grohl – voce, chitarra, basso, batteria
- Greg Dulli – chitarra (traccia 10)

## Classifiche
| Classifica (1995) | Posizione massima |
| ----------------- | ----------------- |
| Australia         | 3                 |
| Austria           | 13                |
| Belgio (Fiandre)  | 23                |
| Belgio (Vallonia) | 16                |
| Canada            | 5                 |
| Finlandia         | 21                |
| Germania          | 33                |
| Nuova Zelanda     | 2                 |
| Paesi Bassi       | 22                |
| Regno Unito       | 3                 |
| Stati Uniti       | 23                |
| Svezia            | 18                |
| Svizzera          | 26                |